# Instituto Inhotim
El Instituto Inhotim es una de las más importantes colecciones de arte contemporáneo de Brasil, considerado el mayor museo al aire libre del mundo. Se ubica en Brumadinho, Minas Gerais, una ciudad con 38 mil habitantes que se encuentra a 60 kilómetros de Belo Horizonte.
El Instituto Inhotim se localiza dentro del dominio vegetacional de la mata atlántica, con enclaves de la ecorregión del Cerrado en los topes de las sierras. Se encuentra a una altitud que varía entre 700 metros y 1300 metros sobre el nivel del mar, y su área total es de 786,06 hectáreas, teniendo como área de preservación 440,16 hectáreas, que comprenden fragmentos de bosque e incluyen una Reserva Privada del Patrimonio Natural (RPPN) de 145,37 hectáreas.
La institución surgió en 2004 para albergar la colección de piezas de arte modernista de Bernardo Paz, empresario del área minera y siderúrgica, casado con la artista plástica carioca Adriana Varejão, incluyendo trabajos de Portinari, Guignard y Di Cavalcanti, para formar el acervo de arte contemporáneo que ahora está en el Inhotim. En el año 2014, el museo a cielo abierto fue elegido por el sitio web TripAdvisor, uno de los 25 museos del mundo mejor valorados por los usuarios.

## Etimología
Según los habitantes de Brumadinho, el lugar fue una hacienda perteneciente a una empresa minera que, en el siglo XIX, actuaba en la región y cuyo responsable era un inglés, de nombre Timothy, conocido como «el Señor Tim», en el lenguaje local, «Nhô Tim» o «Inhô Tim».

## Historia

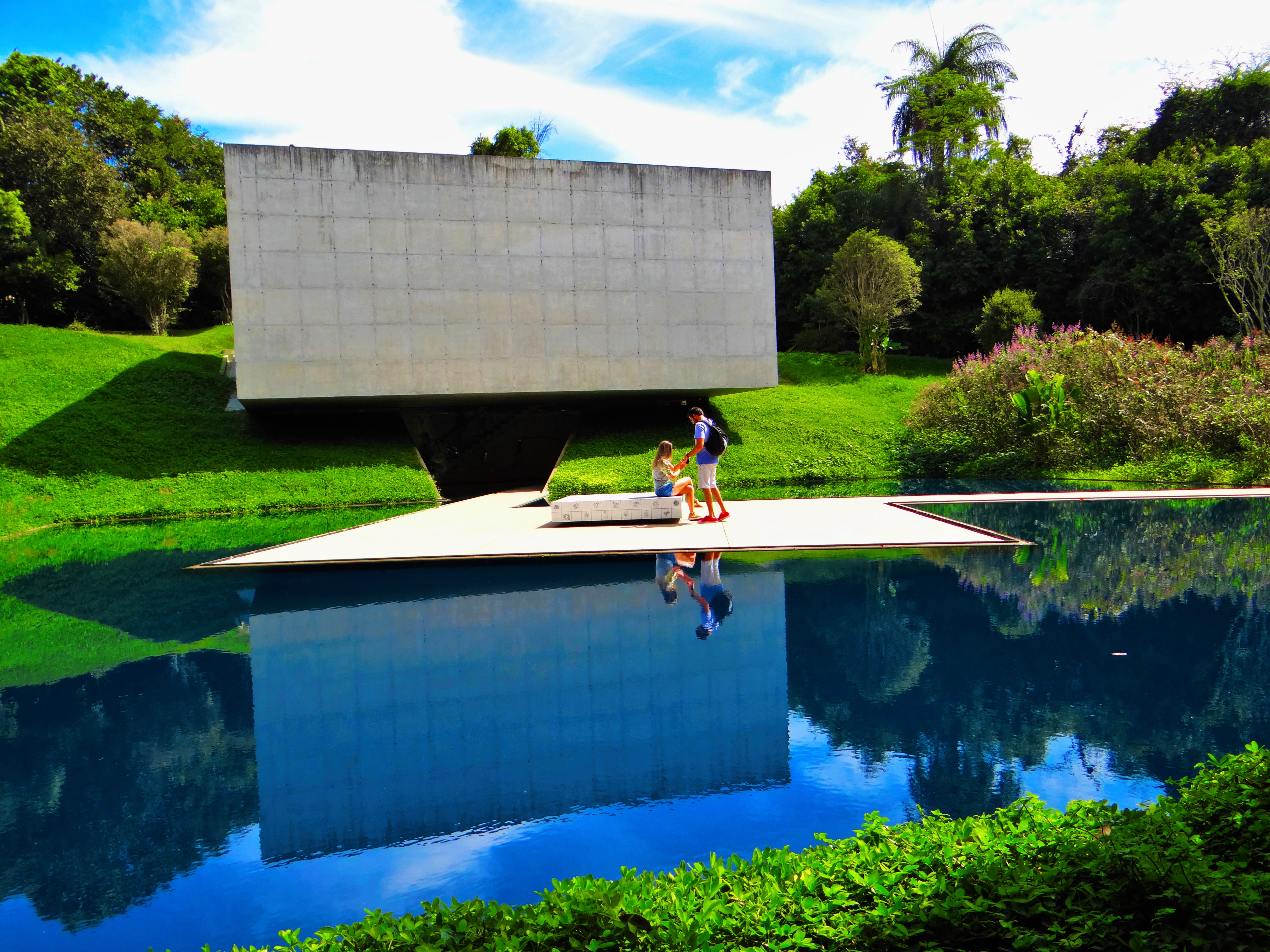
Galería Adriana Varejão.

En el año 2004 se inauguró la colección de Bernardo Paz, empresario del sector minero y siderúrgico, marido de la artista plástica carioca Adriana Varejão, y hace 20 años comenzó a deshacerse de su valiosa colección de arte modernista, que incluía trabajos de arte Portinari, Guignard y Di Cavalcanti, para formar el acervo de arte contemporáneo que ahora está en el Inhotim.
En 2006, el local fue abierto al público en días regulares sin necesidad de programación previa. El recinto alberga obras de la década de 1970 hasta la actualidad, en dieciocho galerías (en 2011). En el caso de los artistas brasileños y extranjeros, se destacan trabajos de Cildo Meireles, Tunga, Vik Muniz, Hélio Oiticica, Ernesto Neto, Matthew Barney, Doug Aitken, Chris Burden, Yayoi Kusama, Paul McCarthy, Zhang Huan, Valeska Soares, Marcellvs y Rivane Neuenschwander.
Las exposiciones son siempre renovadas y las galerías se inauguran anualmente. En 2010, el Instituto recibió 42 000 alumnos y 3 500 profesores. En el mismo año, el número de visitas alcanzó la marca de 169 289 personas.

## Características

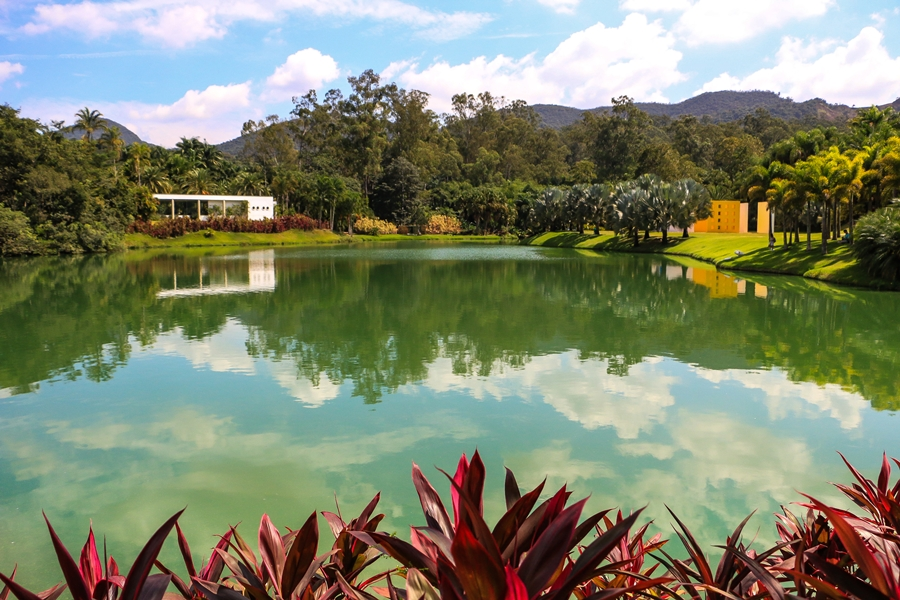
Panorama de un lago dentro del instituto.

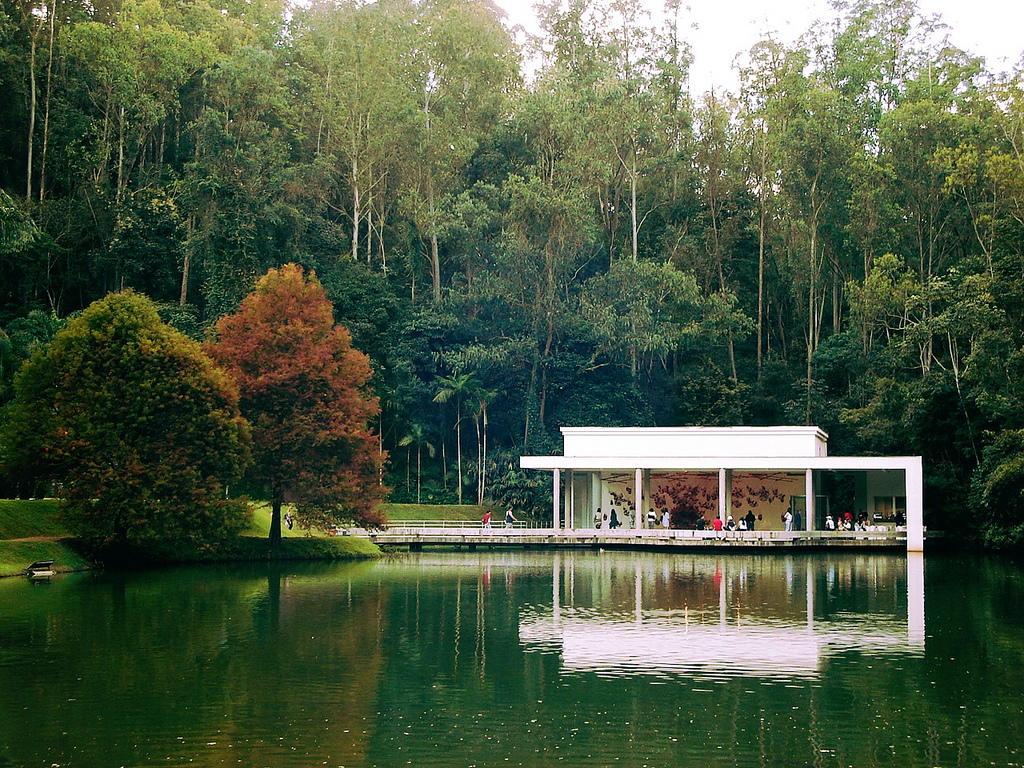
Pabellón True Rouge.

El área de visitas del Inhotim tiene 96,87 hectáreas y comprende jardines, galerías, edificaciones y fragmentos de mata, además de cinco lagunas ornamentales, con aproximadamente 3,5 hectáreas de espejos de agua. En febrero de 2010, los pabellones de cubo blanco fueron sustituidos por instalaciones transparentes. La intención es promover el diálogo de las obras con el entorno natural de montañas y mata. En un artículo de Fabiano Cypriano para el diario Folha de S. Paulo, se cita que tales cambios crean más raíces locales y que el Inhotim "se convierte en un nuevo paradigma para la exhibición de la producción contemporánea".
Abierto de martes a domingo, incluyendo días feriados, Inhotim ofrece visitas temáticas, con monitores, además de visitas educativas para grupos escolares, que deben programar previamente. Los miércoles la entrada es gratuita.

### Jardín botánico
El jardín botánico tenía en 2011 unas 4.300 especies en cultivo rodeado por mata nativa, con treinta por ciento de todo el acervo en exposición para el público (cerca de 102 hectáreas en 2011).
En reconocimiento a la necesidad de preservar las 145 hectáreas de reserva, el instituto recibió, de parte del Ministerio de Medio Ambiente, en febrero de 2011, la clasificación oficial de jardín botánico, en la categoría C. En este jardín, hay cerca de 1500 especies catalogadas de palmeras, la colección más grande de ese tipo del mundo. El parque alberga varias plantas raras, tanto nativas como exóticas.
El Instituto es el único lugar de América Latina que posee un ejemplar de la flor cadáver, una especie nativa de Asia conocida como la flor más grande del mundo. El espécimen floreció por primera vez el 15 de diciembre de 2010, y nuevamente el 27 de diciembre de 2012.

### Colección de bancos
Además de las 170 obras de arte en exposición, el museo cuenta con 98 bancos del diseñador Hugo França. El primer banco fue colocado en el jardín en 1990, bajo la sombra del timbó, uno de los árboles simbólicos del parque. Los bancos están fabricados a partir de troncos y raíces de pequí vinagre, árbol común en la selva atlántica, que se encuentran caídos o muertos en el bosque.

## Galería

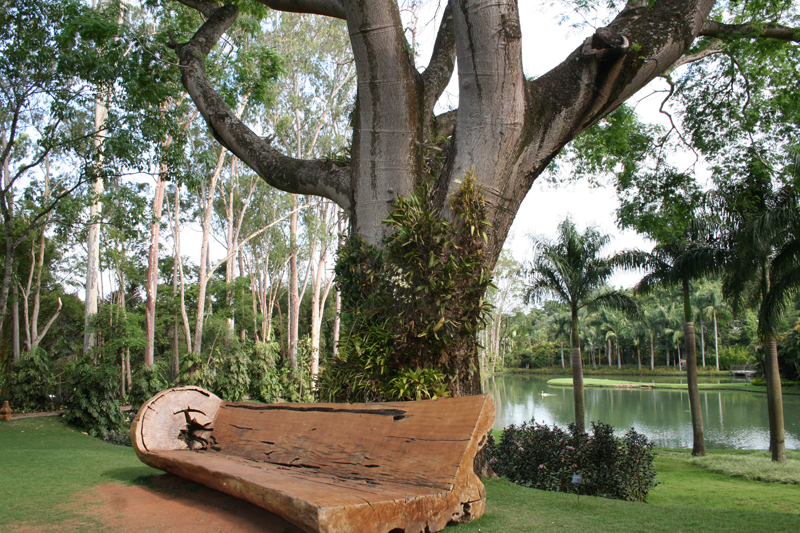
Banco diseñado por Hugo França
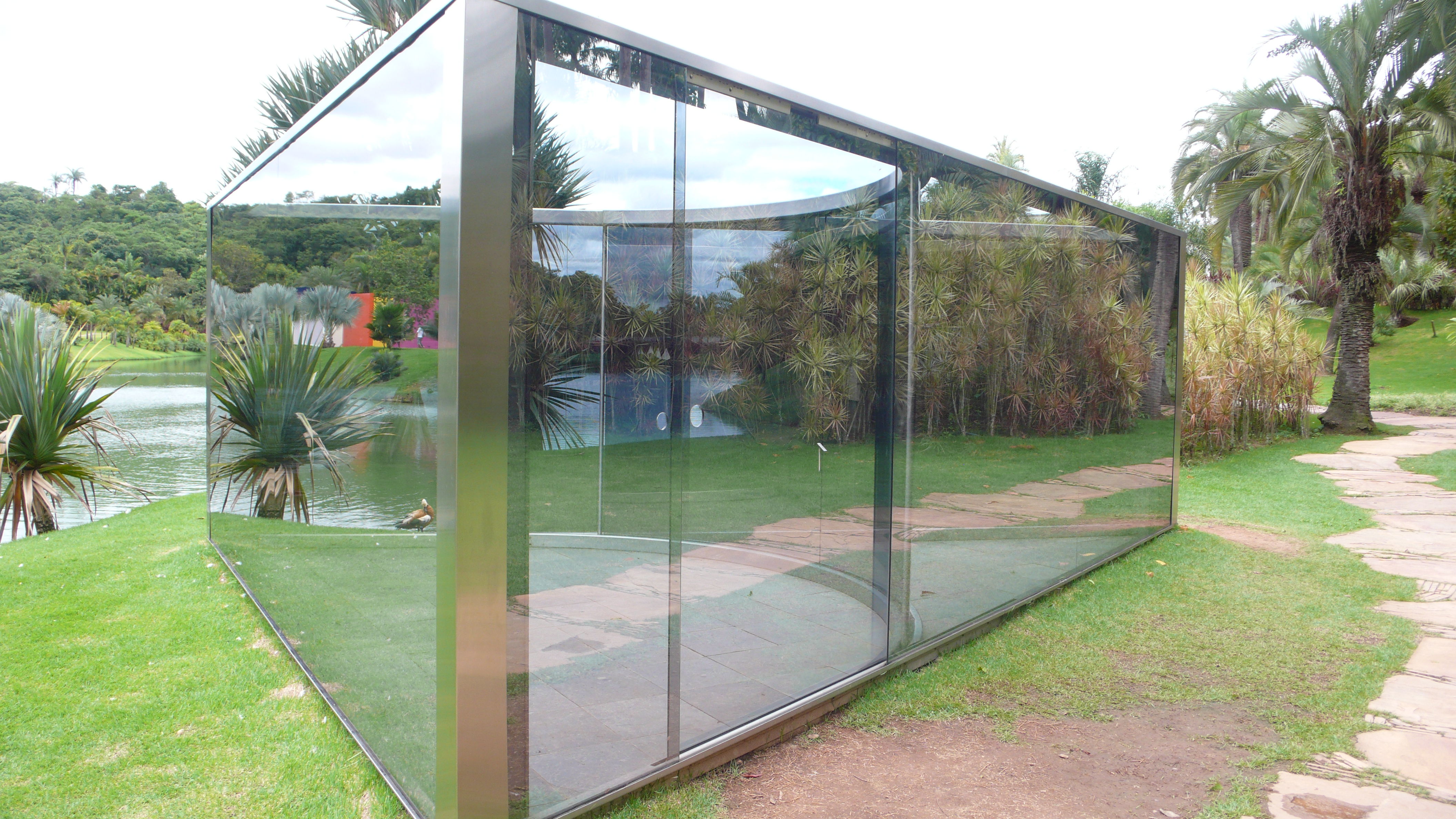
Dan Graham
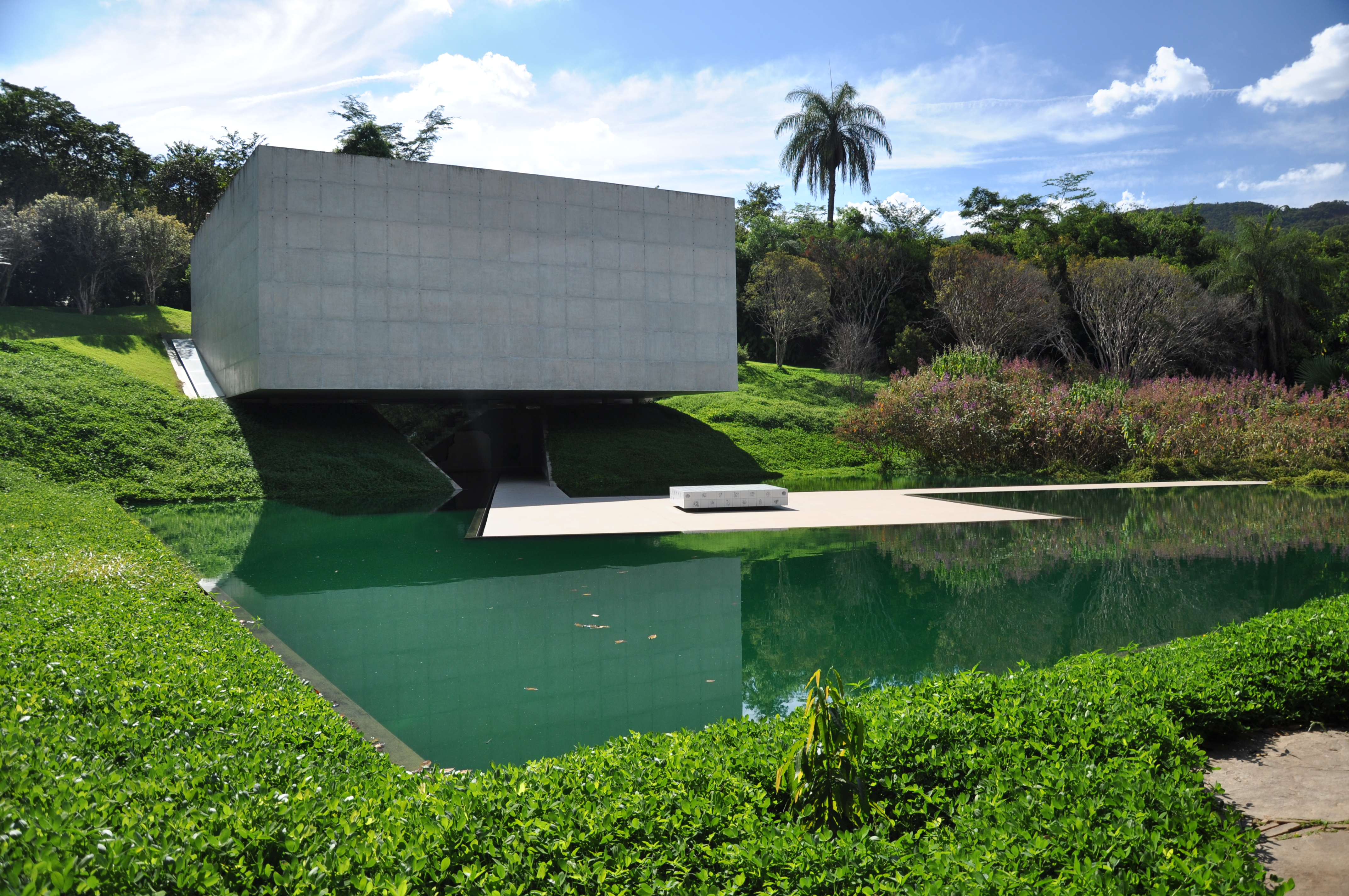
Adriana Varejão
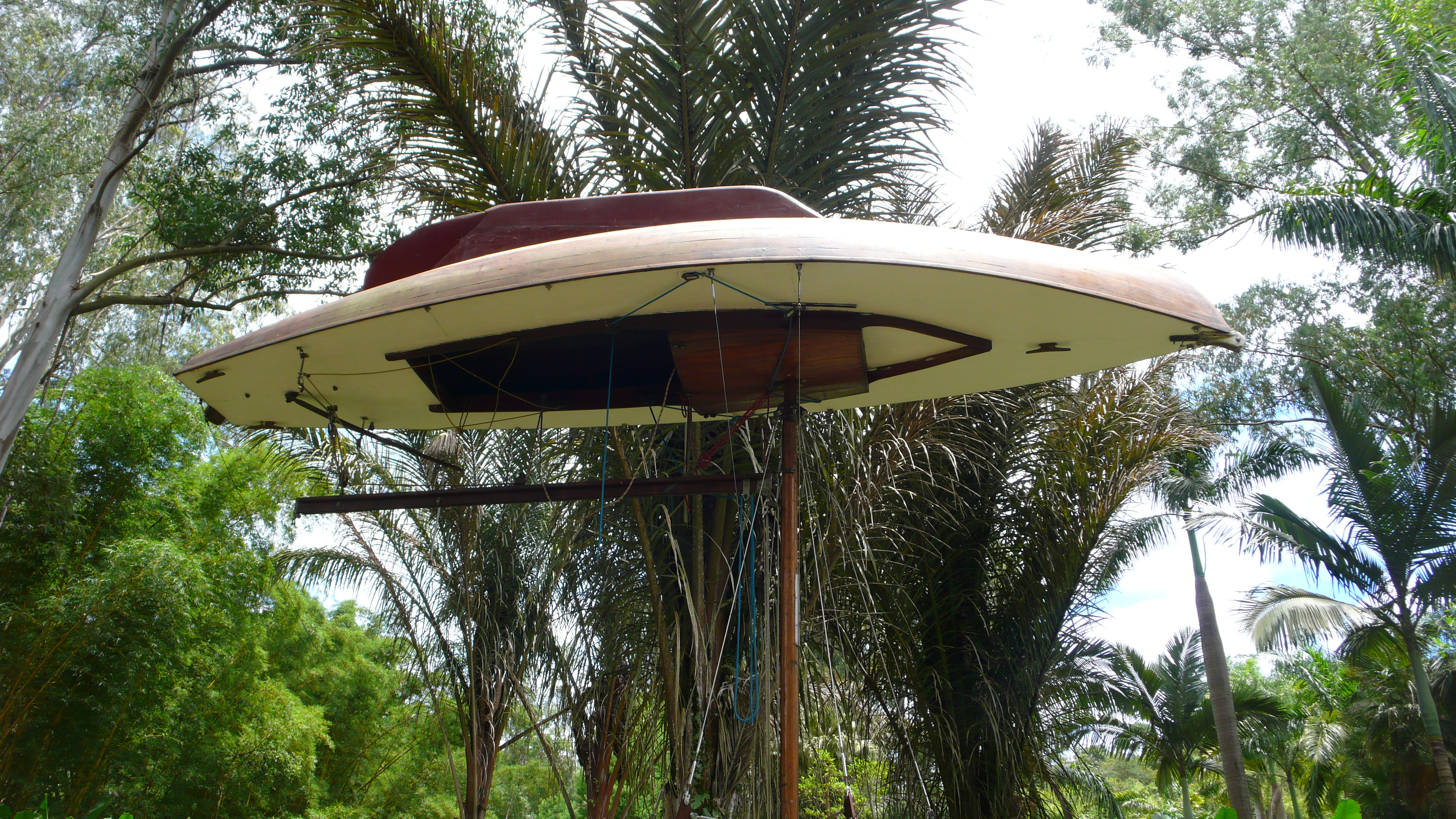
Simon Starling
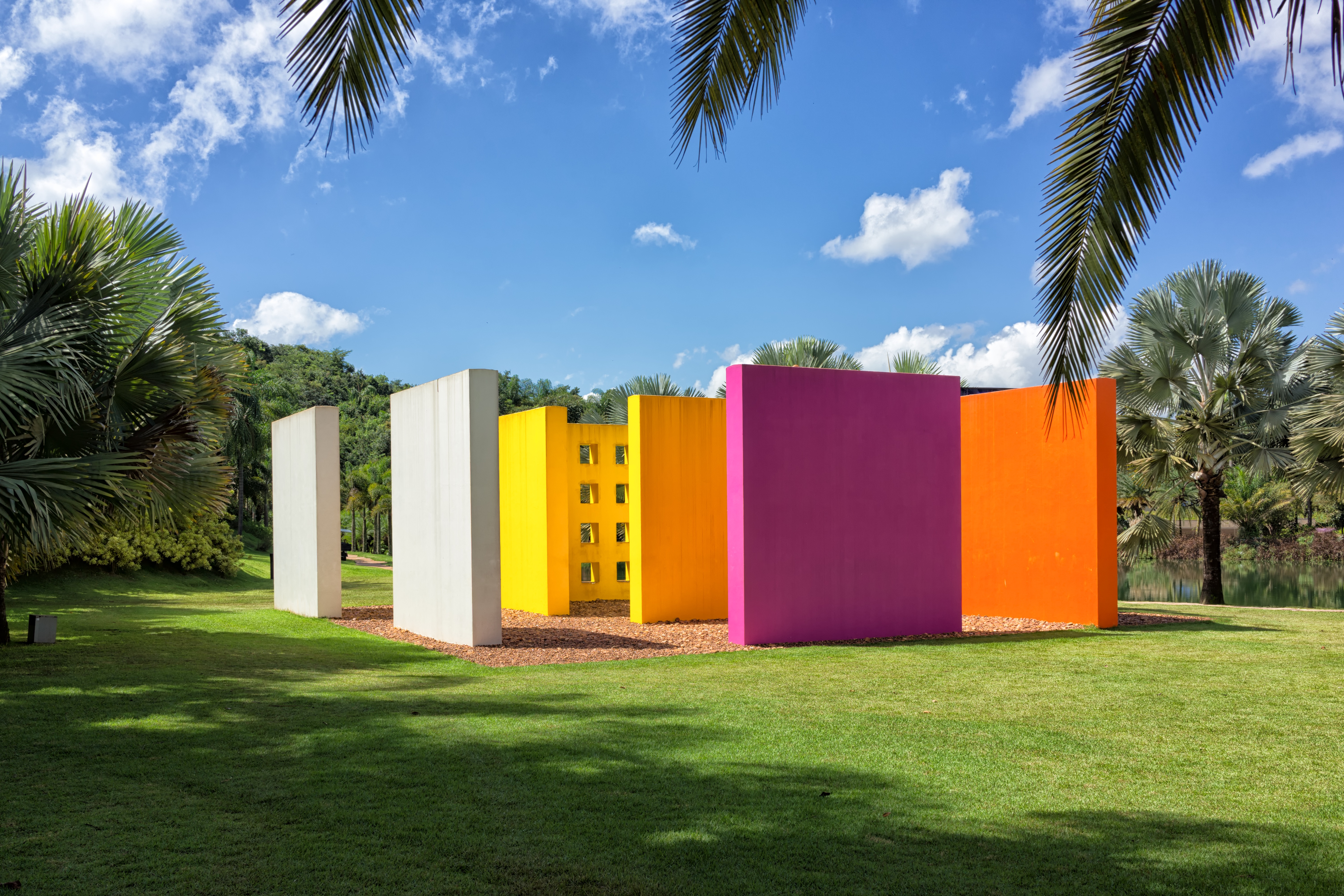
Hélio Oiticica
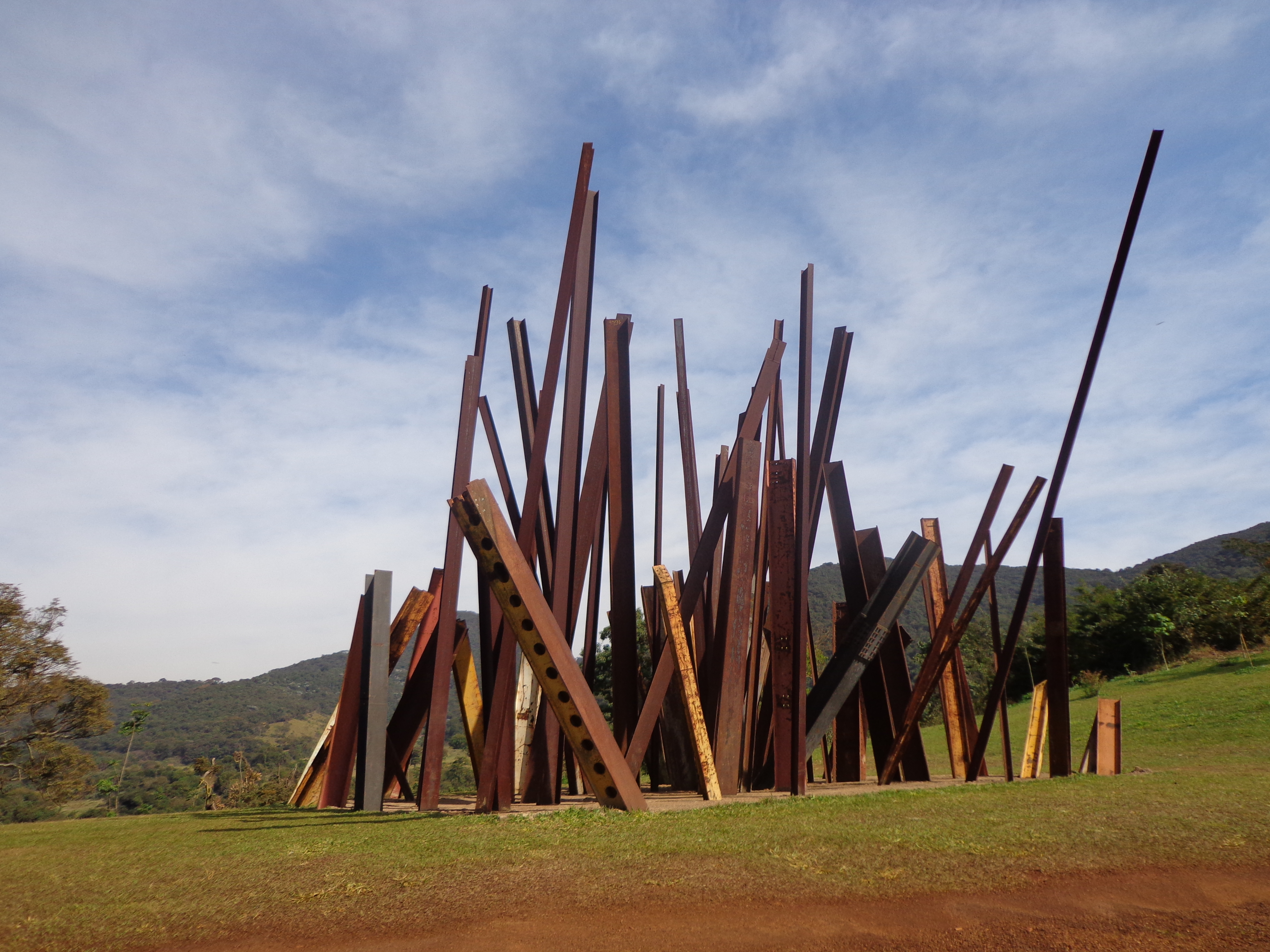
Chris Burden
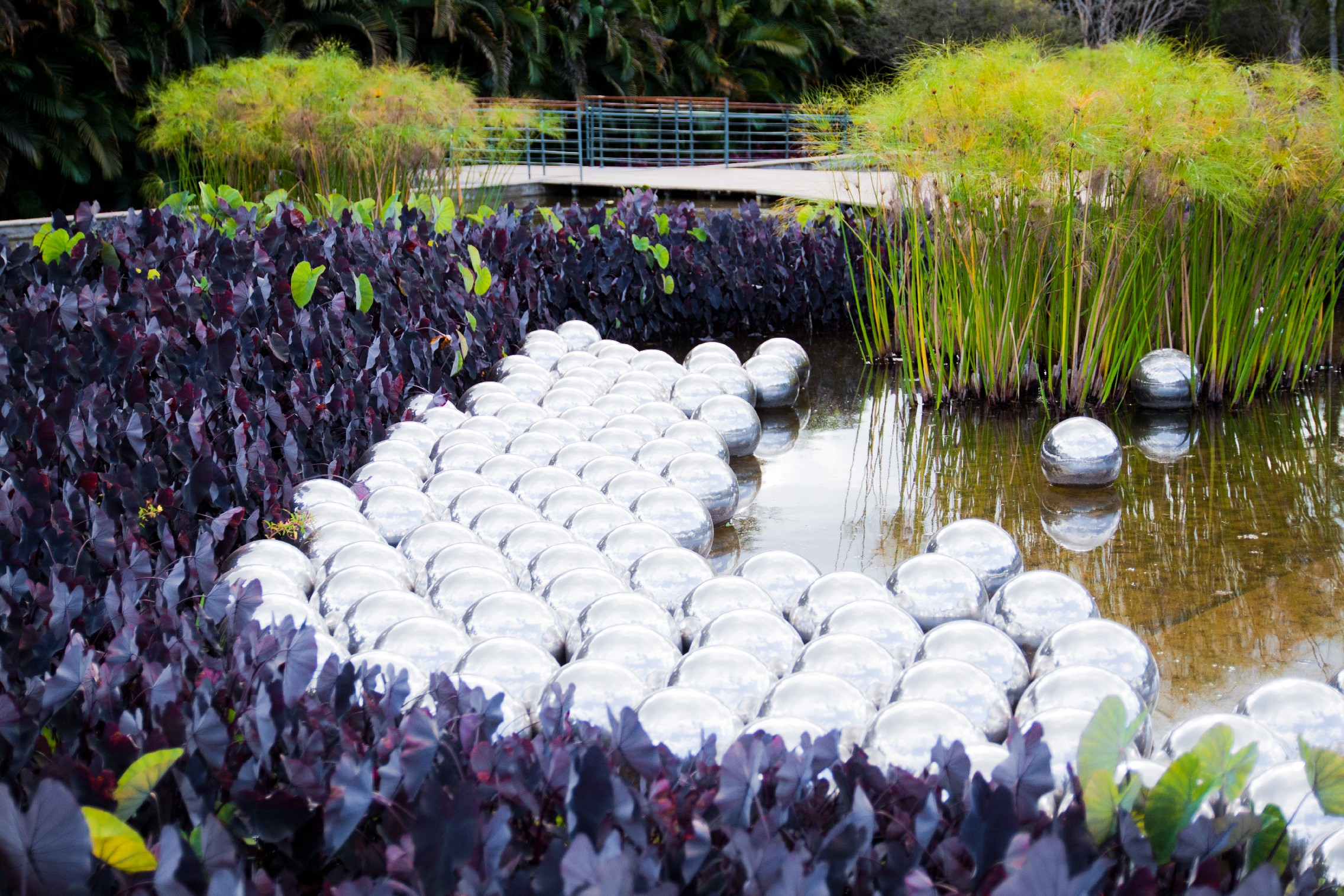
Yayoi Kusama
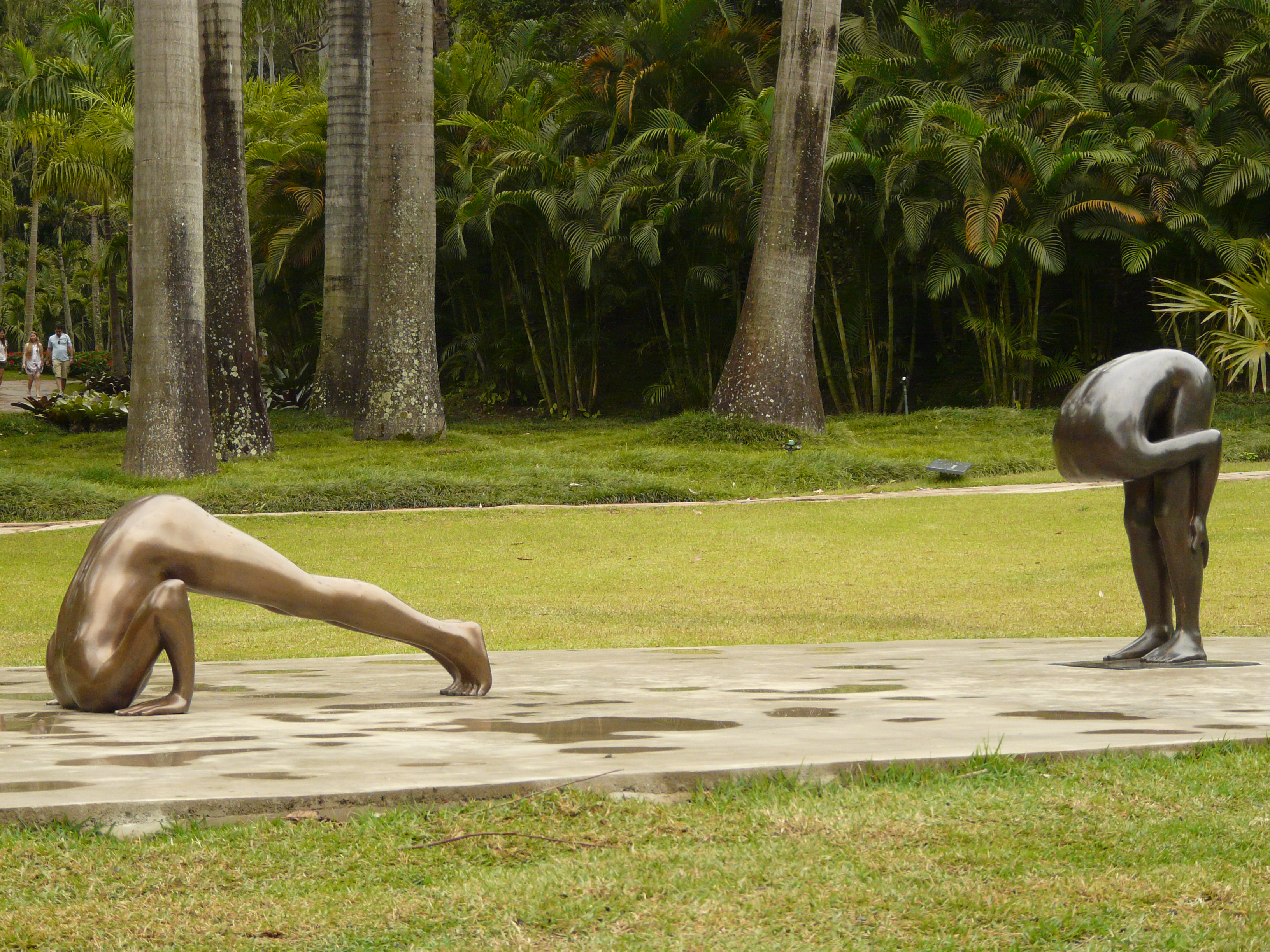
Edgard de Souza
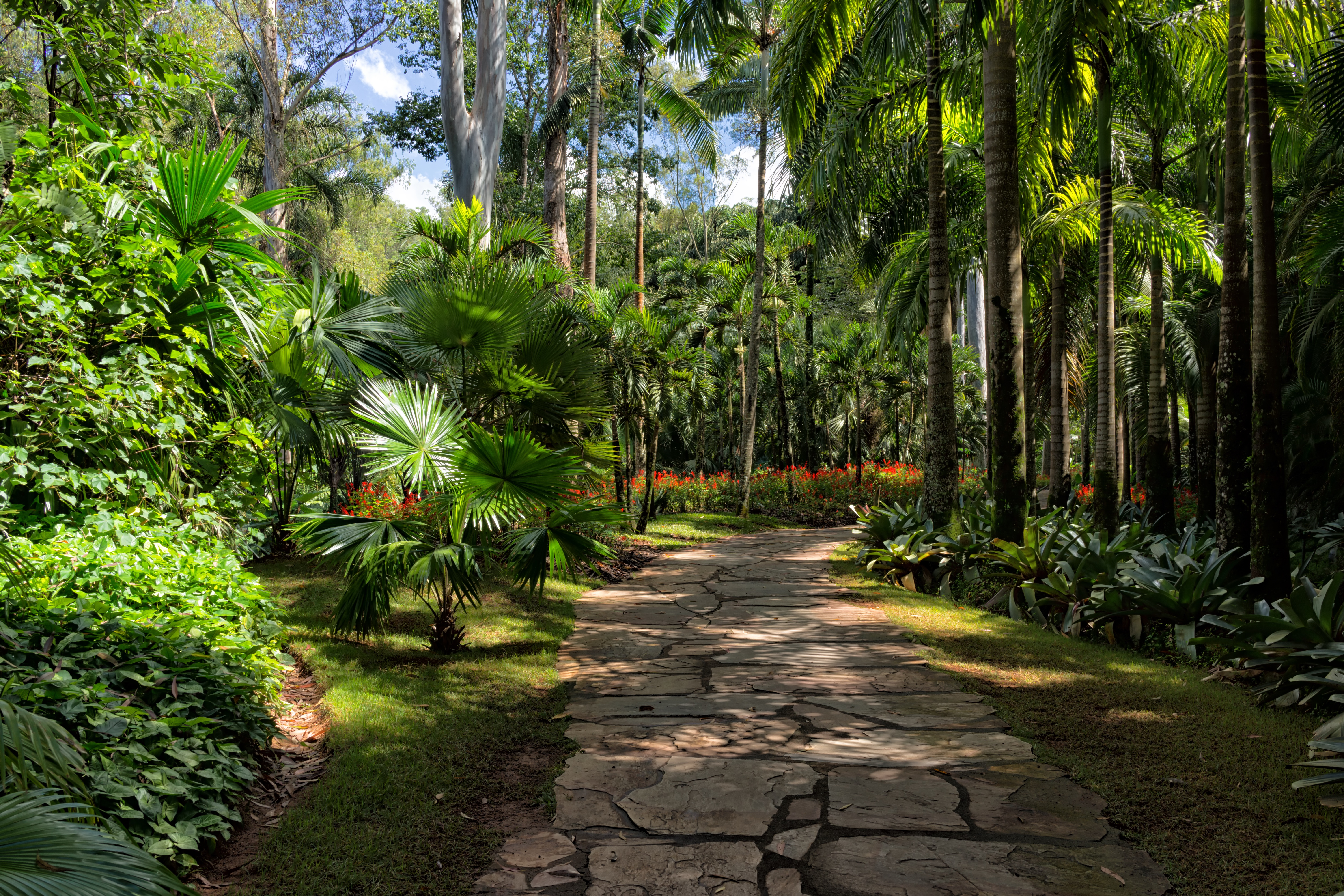
Jardín Botánico
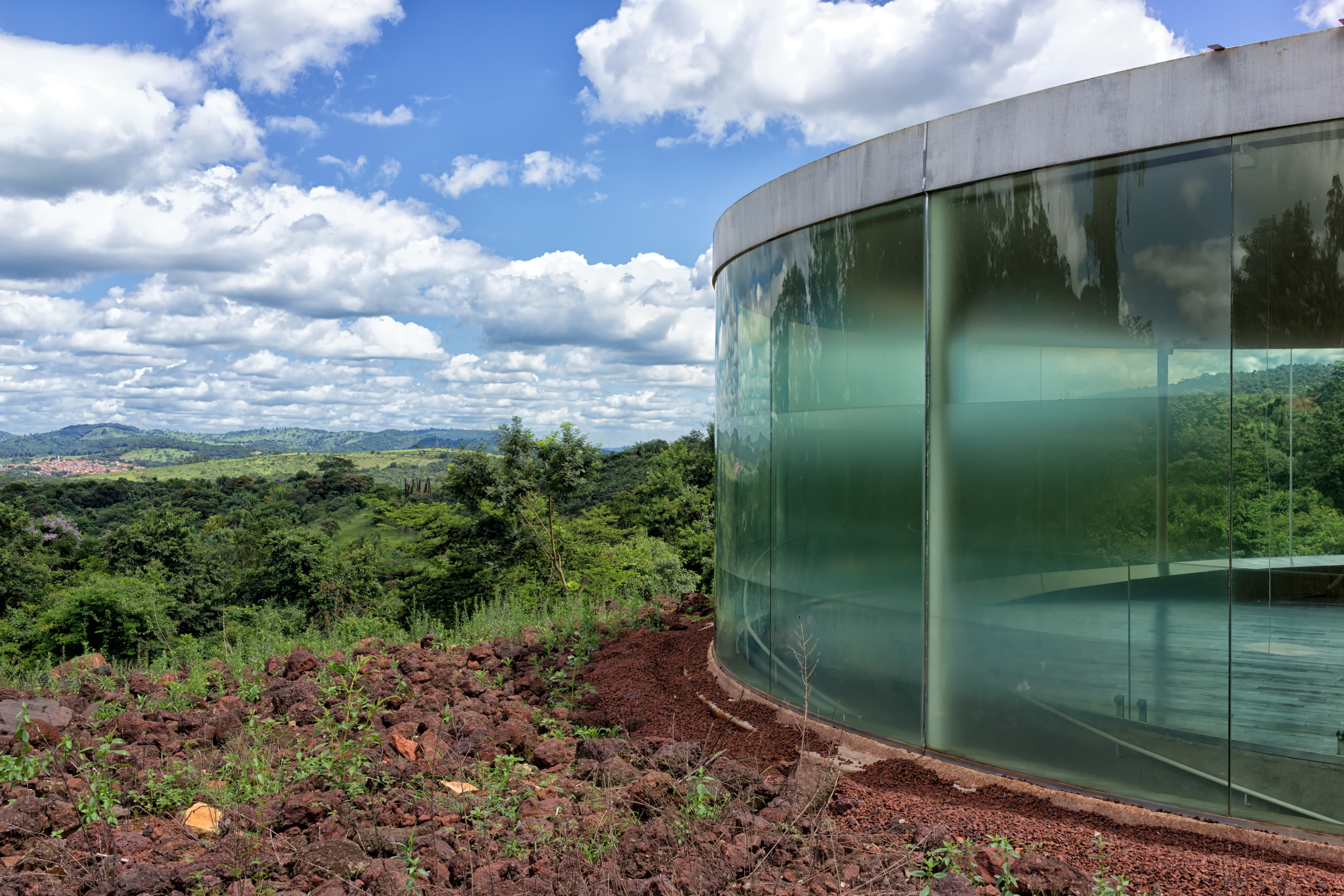
Pabellón Sonic
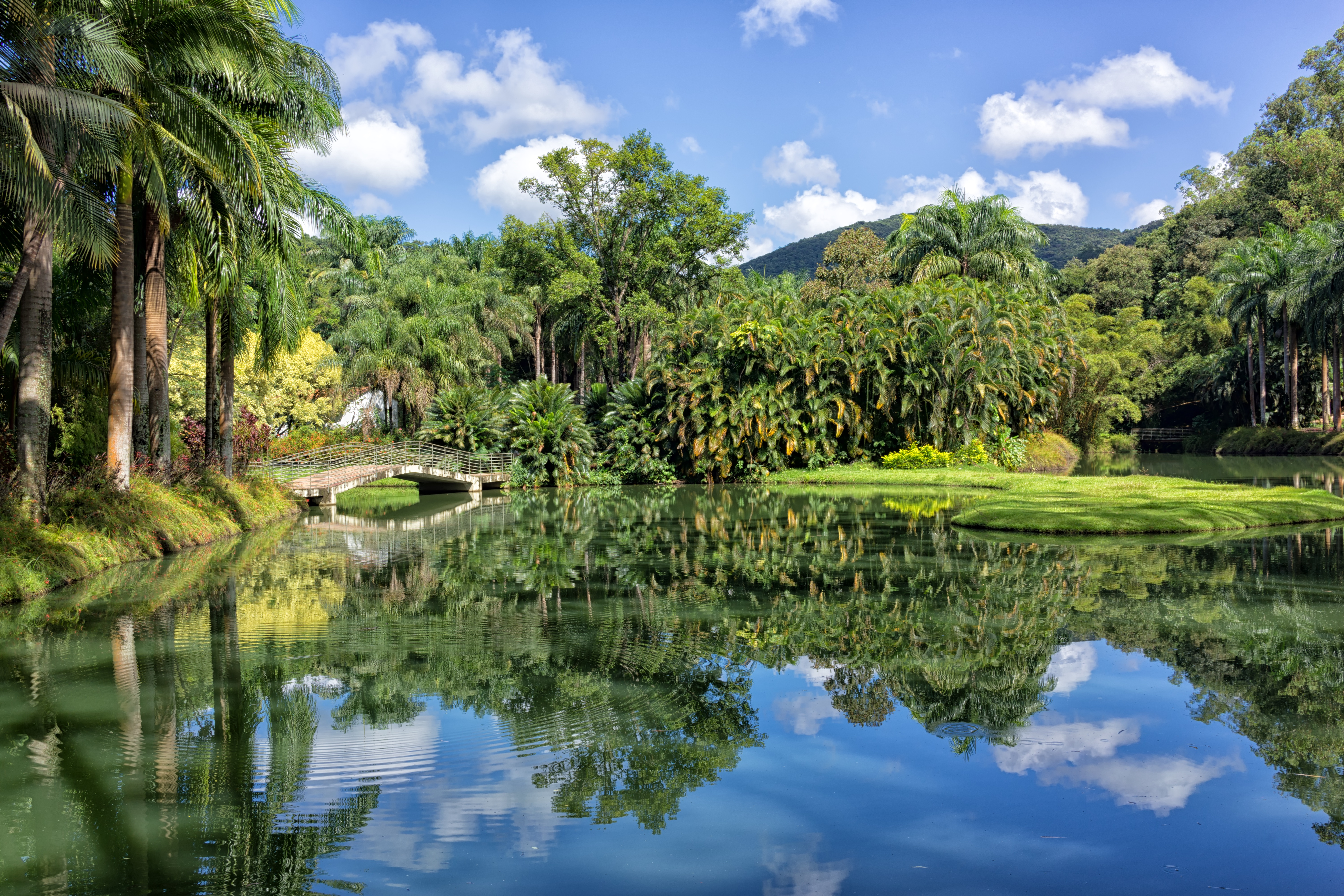
Panorama del instituto
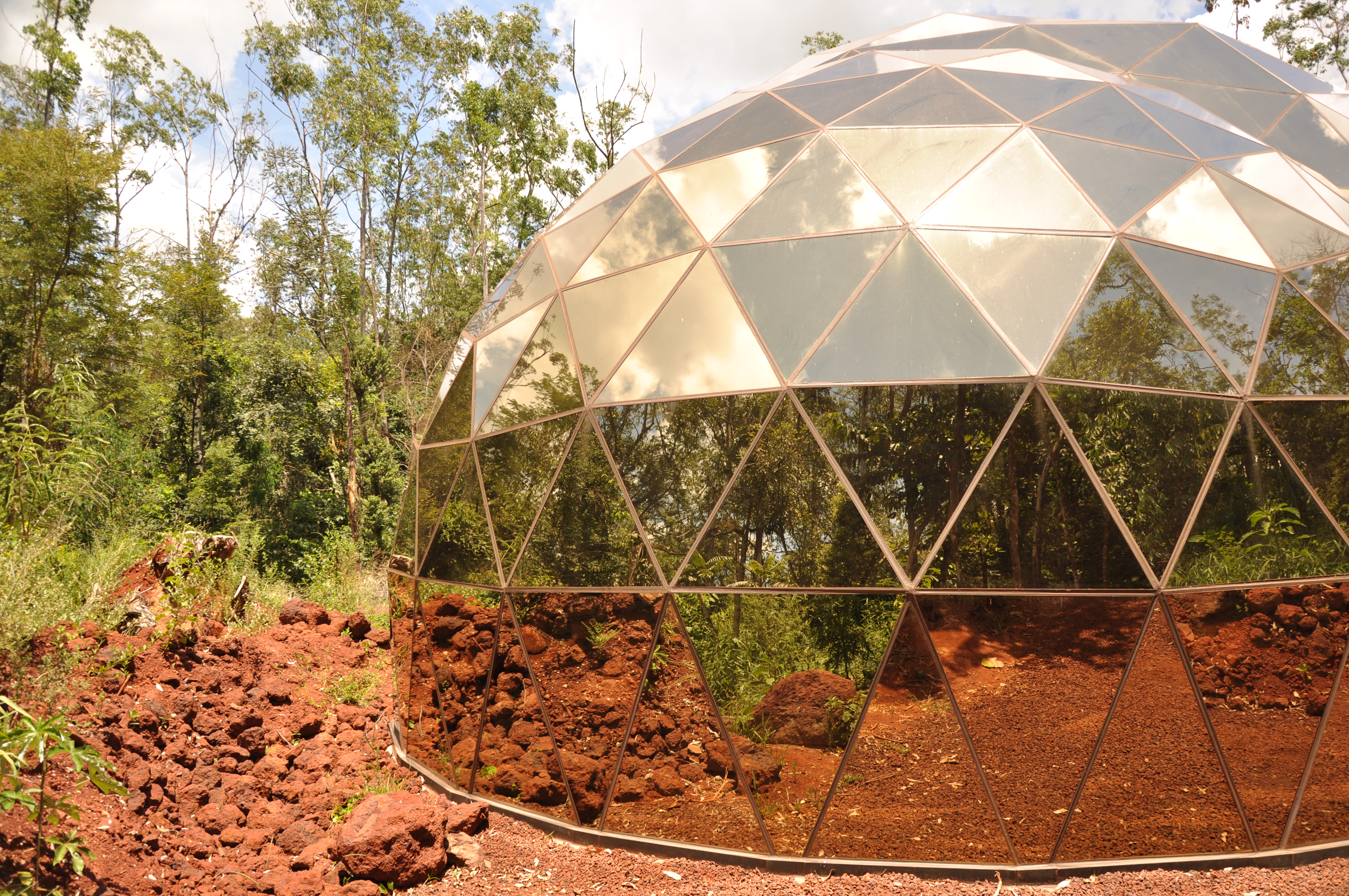
Matthew Barney